# Кумашка
Кума́шка (рос. Кумашка, чув. Кăмаша) — селище у складі Шумерлинського району Чувашії, Росія. Входить до складу Нижньокумашкинського сільського поселення.
Населення — 2 особи (2010; 15 у 2002).
Національний склад:
- чуваші — 73 %
- росіяни — 27 %